# Ива Вильгельмса
И́ва Вильгельмса (лат. Salix wilhelmsiana) — вид цветковых растений из рода Ива (Salix) семейства Ивовые (Salicaceae).

## Распространение и экология
В природе ареал вида охватывает восточные районы Малой Азии, Закавказье, Средний Восток и Центральную Азию.
Произрастает по берегам рек и тугаям.

## Ботаническое описание
Кустарник или небольшое деревцо высотой до 6—7 м. Ветви очень тонкие, длинные, прутьевидные, более менее редко расположенные по стволу и в нижней части ствола, отходящие от него почти под прямым углом или полуповисло. Ветви и веточки серо-бурые, пушистые или шелковисто-волосистые, редко почти голые.
Почки яйцевидные, тупые, на верхушке пушистые. Листья почти линейные или узколинейно-ланцетные, к обоим концам суженные, цельнокрайные, реже мелко-железисто-пильчатые, длиной 2—6 см, шириной 0,4—0,8 см, вначале с обеих сторон густо, позже рассеянно-шелковисто-волосистые, блестящие, под конец часто сверху голые. Черешки очень короткие, длиной 1—2 мм, к основанию расширенные, голые или пушистые.
Серёжки густо покрывают прошлогодние ветви, мужские почти сидячие, женские на коротких ножках, во время цветения длиной 2—3 см, цилиндрические, тонкие, прямые, густоцветковые, при плодах диаметром до 0,8 см. Прицветные чешуйки яйцевидные, плоские или, у мужских цветков, лодочкообразные, островатые, бледно-жёлтые или зеленовато-желтоватые, по спинке и краям почти голые или рассеянно-волосистые. Тычинки в числе двух, мелкие, сросшиеся по всей длине, с голой нитью и округлым, жёлтым, как бы четырёхгнездным пыльником;. Завязь сидячая, яйцевидно-коническая, густо-шелковисто-волосистая; рыльце короткое, красно-бурое, с двумя цельными или раздельными, почти прямостоячими лопастями.
Цветение в мае, почти одновременно с распусканием листьев или позже. Плодоношение в июне.

## Таксономия
Вид Ива Вильгельмса входит в род Ива (Salix) семейства Ивовые (Salicaceae) порядка Мальпигиецветные (Malpighiales).
|  |                                      |  |                                                             |                                                             |                  |  | ещё 36 семейств (согласно Системе APG II) | ещё 36 семейств (согласно Системе APG II) |                     |  |  |  | ещё более 500 видов |
|  |                                      |  |                                                             |                                                             |                  |  | ещё 36 семейств (согласно Системе APG II) | ещё 36 семейств (согласно Системе APG II) |                     |  |  |  | ещё более 500 видов |
|  |                                      |  |                                                             | порядок Мальпигиецветные                                    |                  |  |                                           |                                           | род Ива             |  |  |  |                     |
|  |                                      |  |                                                             | порядок Мальпигиецветные                                    |                  |  |                                           |                                           | род Ива             |  |  |  |                     |
|  | отдел Цветковые, или Покрытосеменные |  |                                                             |                                                             | семейство Ивовые |  |                                           |                                           | вид Ива Вильгельмса |  |  |  |                     |
|  | отдел Цветковые, или Покрытосеменные |  |                                                             |                                                             | семейство Ивовые |  |                                           |                                           |                     |  |  |  |                     |
|  |                                      |  | ещё 44 порядка цветковых растений (согласно Системе APG II) | ещё 44 порядка цветковых растений (согласно Системе APG II) |                  |  |                                           | ещё около 57 родов                        | ещё около 57 родов  |  |  |  |                     |
|  |                                      |  |                                                             | ещё 44 порядка цветковых растений (согласно Системе APG II) |                  |  |                                           |                                           | ещё около 57 родов  |  |  |  |                     |